# Argelos (Landy)
Argelos – miejscowość i gmina we Francji, w regionie Nowa Akwitania, w departamencie Landy.
Według danych na rok 1990 gminę zamieszkiwało 181 osób, a gęstość zaludnienia wynosiła 28 osób/km² (wśród 2290 gmin Akwitanii Argelos plasuje się na 996. miejscu pod względem liczby ludności, natomiast pod względem powierzchni na miejscu 1322.).